# Сан-Фелипе (муниципалитет Гуанахуато)
Сан-Фелипе (исп. San Felipe) — муниципалитет в Мексике, штат Гуанахуато, с административным центром в одноимённом городе. Численность населения, по данным переписи 2010 года, составила 106 952 человека.

## Общие сведения
Название San Felipe было дано в честь испанского монарха Филиппа II.
Площадь муниципалитета равна 3007 км², что составляет 9,82 % от общей площади штата. Он граничит с другими муниципалитетами штата Гуанахуато: на востоке с Сан-Диего-де-ла-Унионом, на юго-востоке с Долорес-Идальго, на юге с Гуанахуато и Леоном, на западе с Окампо; а также граничит с другими штатами Мексики: на севере с Сан-Луис-Потоси и на западе с Халиско.

## Учреждение и состав
Муниципалитет был образован в 1824 году, в его состав входит 427 населённых пунктов, самые крупные из которых:
| Код INEGI | Населённый пункт                                                                      | Численность населения (2005 год) | Численность населения (2010 год) |
| --------- | ------------------------------------------------------------------------------------- | -------------------------------- | -------------------------------- |
| 030       | Всего                                                                                 | 95896                            | 106952                           |
| 0001      | Сан-Фелипе (исп. San Felipe) (административный центр)                                 | 24621                            | 28452                            |
| 0211      | Сан-Бартоло-де-Берриос (исп. San Bartolo de Berrios) 21°36′51″ с. ш. 101°03′49″ з. д. | 5250                             | 5899                             |
| 0120      | Лагуна-де-Гуадалупе (исп. Laguna de Guadalupe) 21°48′03″ с. ш. 101°21′25″ з. д.       | 3176                             | 3667                             |
| 0110      | Хараль-де-Берриос (исп. Jaral de Berrios) 21°40′51″ с. ш. 101°00′49″ з. д.            | 2308                             | 2644                             |
| 0238      | Сан-Педро-Альмолоян (исп. San Pedro de Almoloya) 21°41′38″ с. ш. 101°14′15″ з. д.     | 2192                             | 2306                             |
| 0047      | Карретон (исп. El Carretón) 21°37′49″ с. ш. 100°58′45″ з. д.                          | 1897                             | 2161                             |

## Экономика
По статистическим данным 2000 года, работоспособное население занято по секторам экономики в следующих пропорциях: сельское хозяйство, скотоводство и рыбная ловля — 33,4 %, промышленность и строительство — 28,2 %, сфера обслуживания и туризма — 35,2 %, прочее — 3,2 %.

## Инфраструктура
По статистическим данным 2010 года, инфраструктура развита следующим образом:
- электрификация: 95,9 %;
- водоснабжение: 84,4 %;
- водоотведение: 69,7 %.

## Фотографии

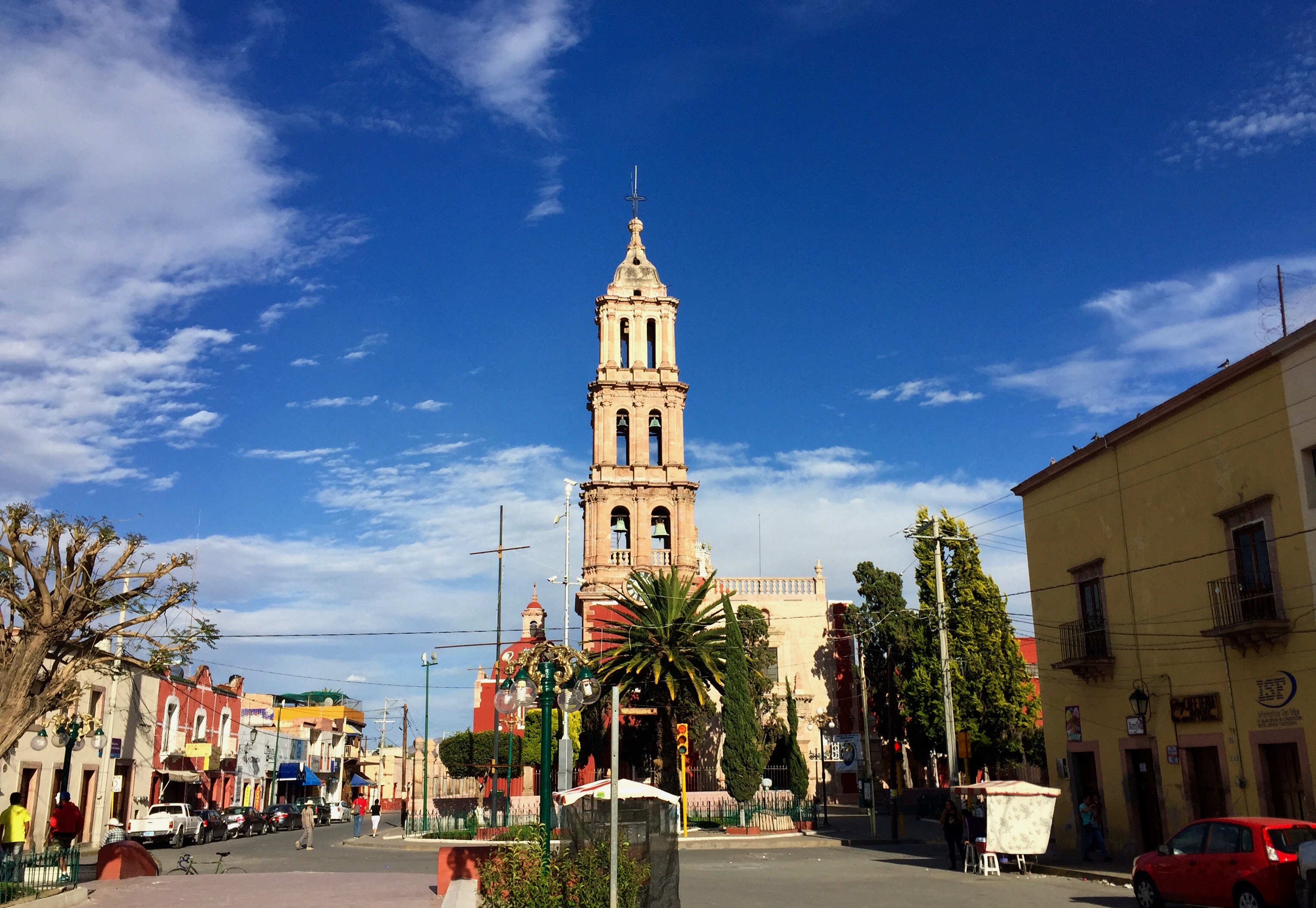
Церковь Апостола Филиппа в Сан-Фелипе
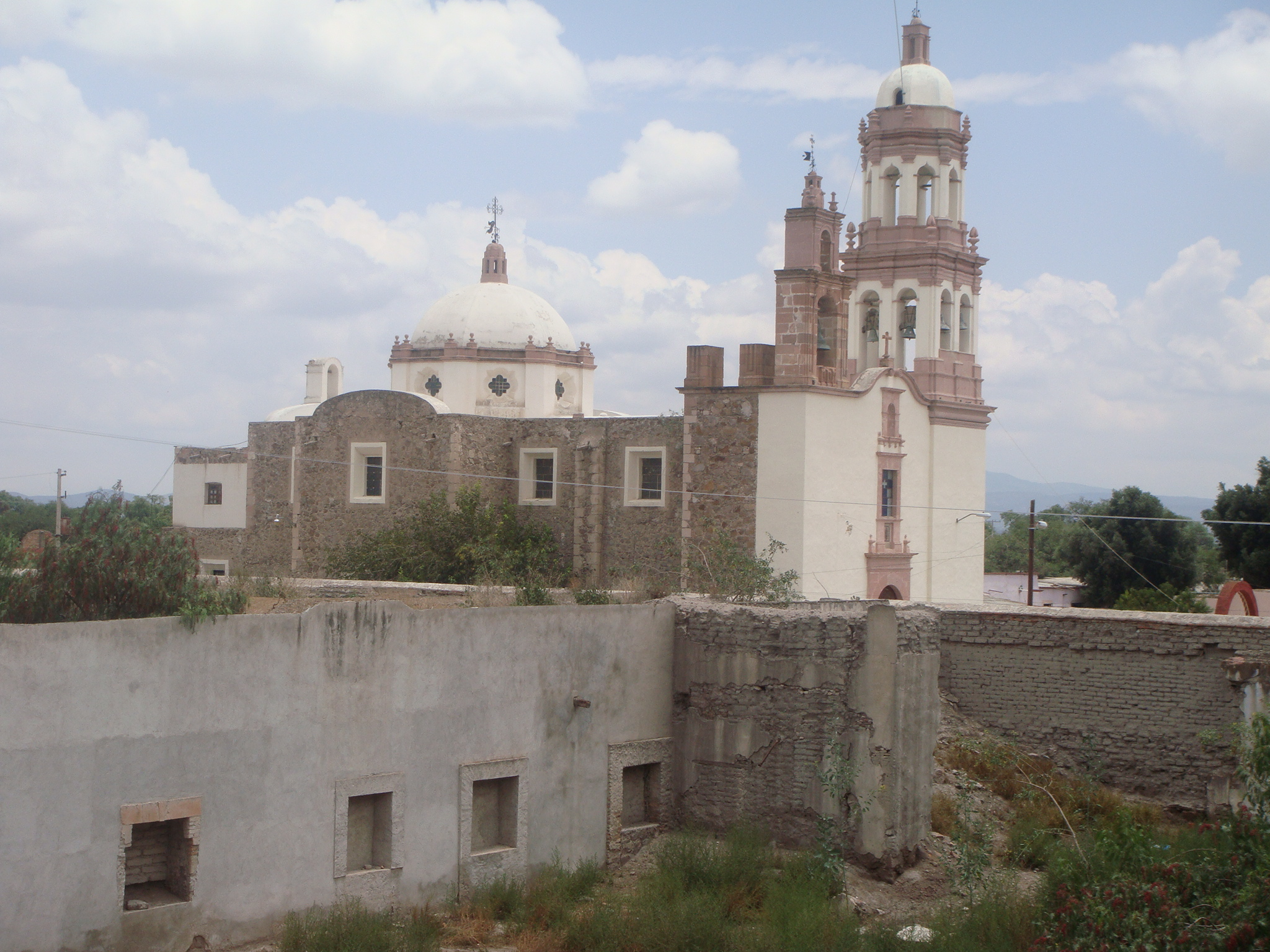
Бывшая асьенда в Хараль-де-Берриосе
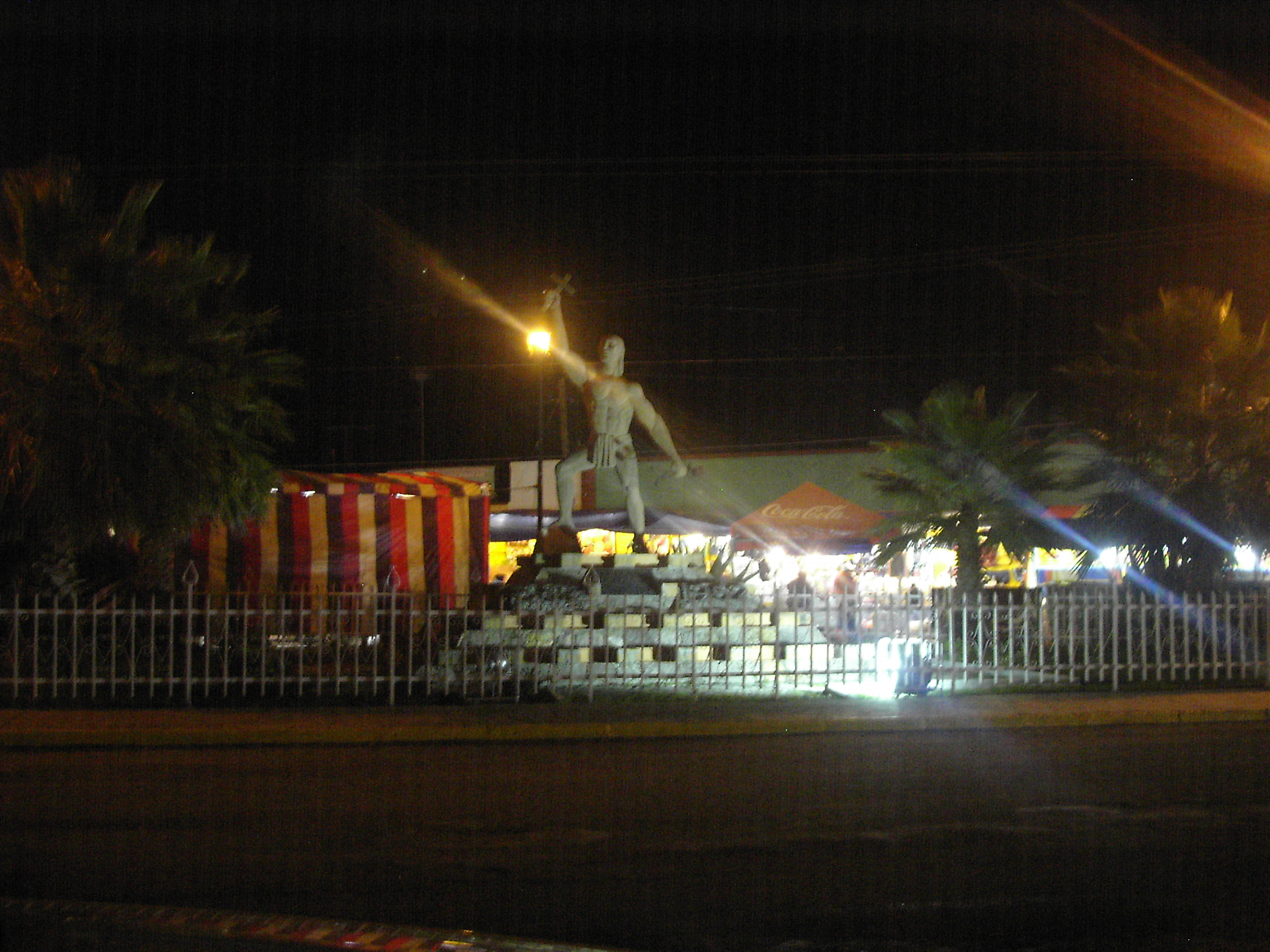
Монумент чичимекам